# Réseau hydrographique du Puy-de-Dôme
Le réseau hydrographique du Puy-de-Dôme est l'ensemble des éléments naturels (rivières) ou artificiels (canaux), drainant le territoire du département du Puy-de-Dôme (région Auvergne-Rhône-Alpes, France). Il regroupe ainsi des cours d'eau ou canaux situés entièrement ou partiellement dans le Puy-de-Dôme.
Le réseau hydrographique départemental présente une longueur comprise entre 8 000 et 12 000 km de cours d'eau. 45 lacs et plans d'eau, alimentés par ces cours d'eau, complètent ce réseau, dont certains remarquables comme le lac Pavin, le lac Chambon (propriété du Conseil départemental) ou encore le lac d'Aydat.

## Caractéristiques

### Cours d'eau

#### Notion de cours d'eau
Jusqu'en 2016, aucun texte législatif ne définissait la notion de cours d’eau. Ce n'est qu'avec la loi du 8 août 2016 pour la reconquête de la biodiversité, de la nature et des paysages que cette lacune est comblée. L'article 118 de cette loi insère un nouvel article L. 215-7-1 dans le code de l'environnement précisant que « constitue un cours d'eau un écoulement d'eaux courantes dans un lit naturel à l'origine, alimenté par une source et présentant un débit suffisant la majeure partie de l'année. L'écoulement peut ne pas être permanent compte tenu des conditions hydrologiques et géologiques locales. ». Ainsi les trois critères cumulatifs caractérisant un cours d'eau sont :
- la présence et la permanence d’un lit naturel à l’origine, ce qui distingue les cours d’eau (artificialisés ou non) des fossés et canaux creusés par la main de l’homme ;
- l’alimentation par une source ;
- la permanence d’un débit suffisant une majeure partie de l’année, critère qui doit être évalué en fonction des conditions climatiques et hydrologiques locales.

#### Bassins versants et cours d'eau du Puy-de-Dôme
Les bassins hydrographiques sont découpés dans le référentiel national BD Carthage en éléments de plus en plus fins, emboîtés selon quatre niveaux : régions hydrographiques, secteurs, sous-secteurs et zones hydrographiques. Le département est découpé en deux régions hydrographiques : « la Loire de sa source à la Vienne » et la « Dordogne ». Les secteurs et sous-secteurs peuvent être regroupés dans des bassins versants homogènes, s'insérant eux-mêmes dans deux grands bassins versants : le bassin de la Loire et le bassin de la Dordogne.
Le bassin de la Loire regroupe les bassins de l'Allier, de la Dore, de la Sioule, du Cher, de la Loire et de l'Aumance au sein de la région hydrographique « la Loire de sa source à la Vienne ».
Le bassin de la Dordogne regroupe dans le département l'extrémité nord-est du bassin versant de la Dordogne et le bassin de la Rhue. La Dordogne prend naissance sur les flancs du puy de Sancy (1 885 m), point culminant du Massif central, dans la chaîne des monts Dore sur la commune de Mont-Dore. Elle se forme, par la réunion de deux torrents : la Dore et la Dogne. La Dore prend sa source à 1 694 mètres et reçoit à 1 366 mètres d'altitude la Dogne, au pied du puy de Sancy. Le territoire du bassin de la Dordogne situé dans le département du Puy-de-Dôme, d'une superficie de 826,46 km2 appartient au sous-bassin de la Haute-Dordogne, lui-même d'une superficie de 6 179,01 km2 et couvrant cinq départements (le Puy-de-Dôme, le Cantal, la Creuse, la Corrèze et le Lot). Les cours d’eau principaux en sont l’Auze, la Cère, le Chavanon, la Diège, la Dordogne, le Doustre, la Luzège, la Maronne, la Rhue et la Sumène. Dans le Puy-de-Dôme, les trois cours d'eau principaux qui font partie de ce bassin sont le Chavanon (qui marque la limite départementale avec les départements de la Corrèze et de la Creuse), la Dordogne et la Rhue.

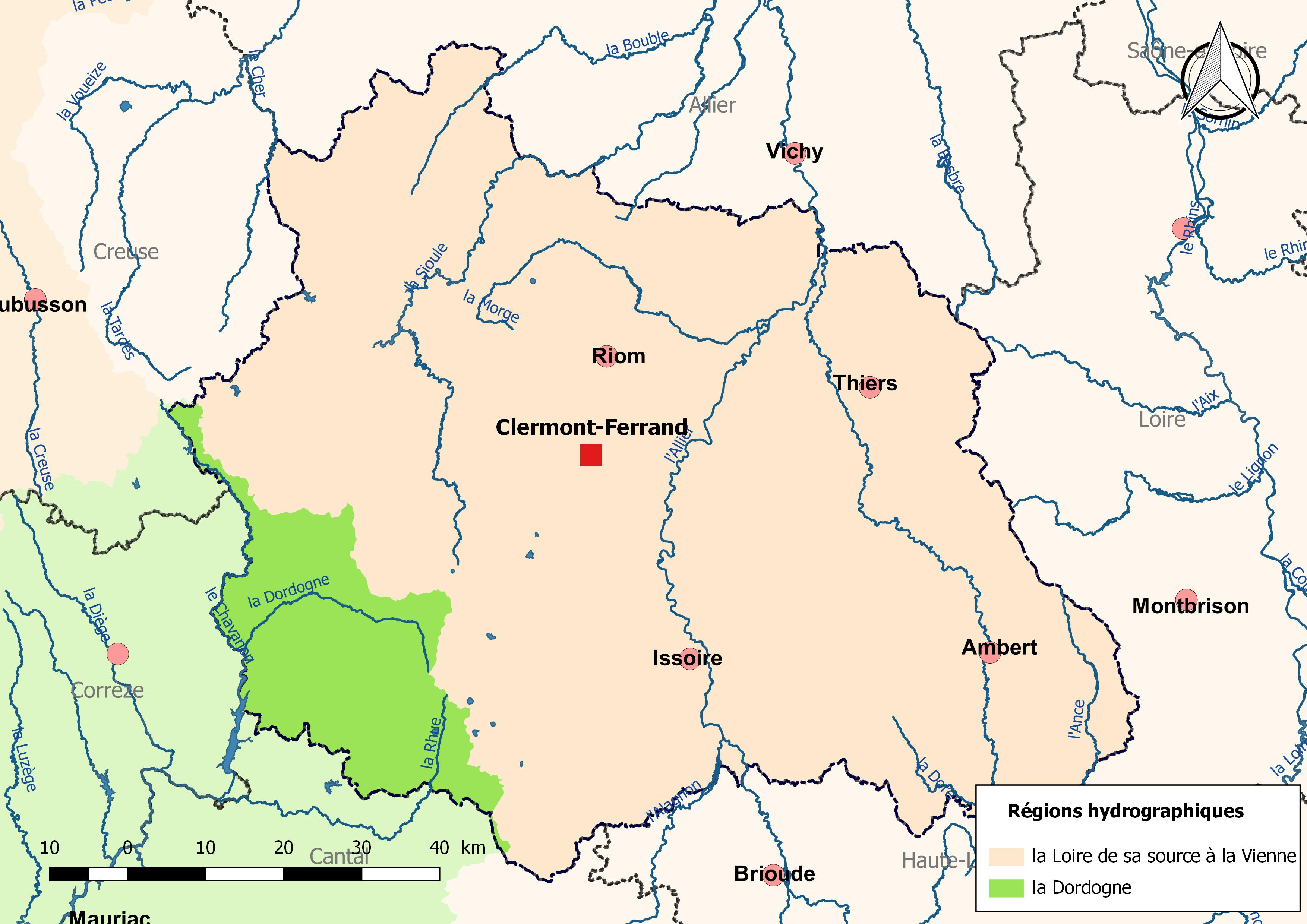
Le Puy-de-Dôme est découpé en deux régions hydrographiques.
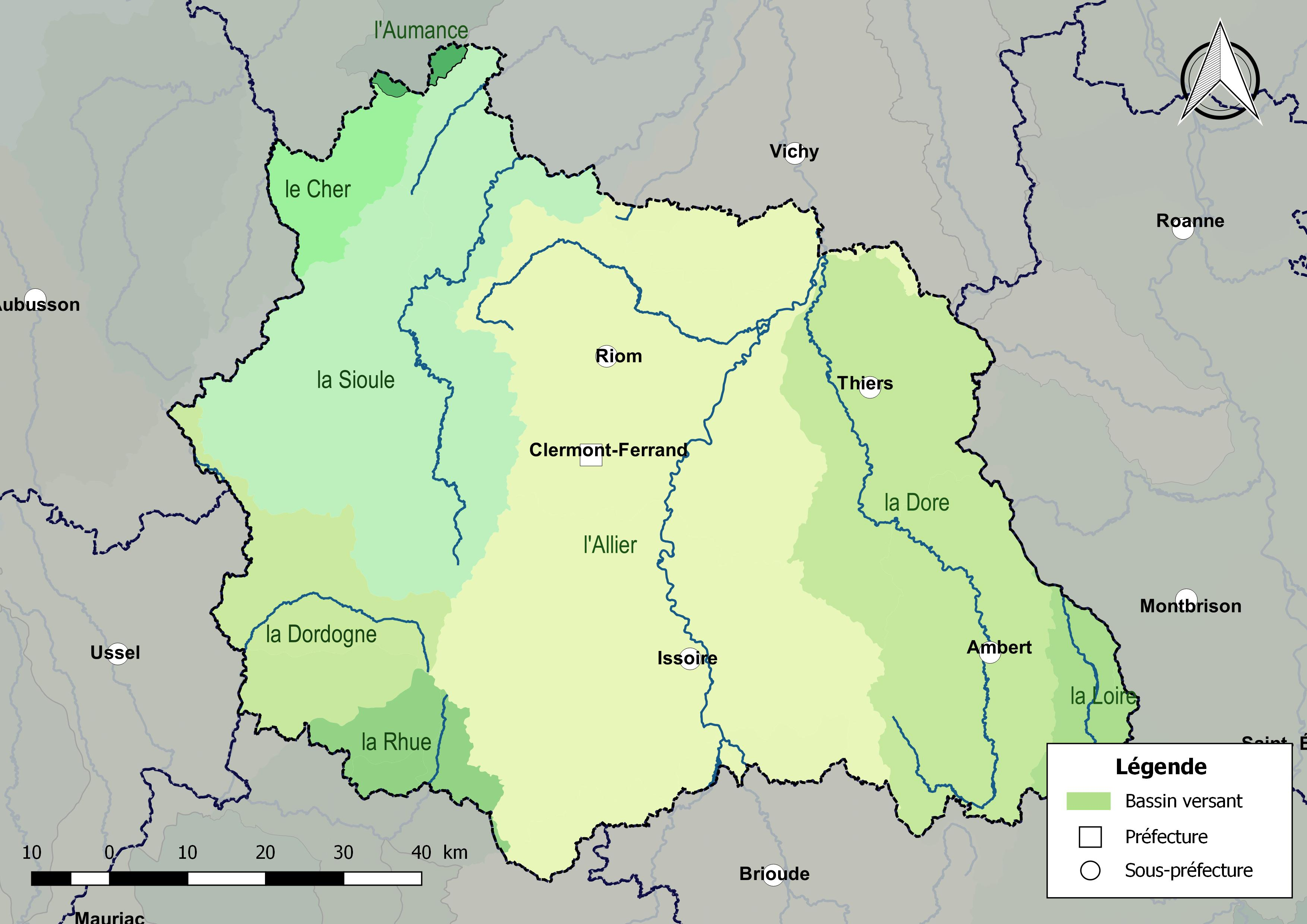
Les principaux bassins versants du Puy-de-Dôme.

Malgré une définition désormais précise de la notion de cours d'eau et une cartographie qui s'affine toujours plus, la longueur du réseau hydrographique départemental est fluctuante selon les auteurs : entre 8 000 et 12 000 km selon les services de l'État, 11 000 km selon la fédération de pêche et 7 300 km selon le Conseil départemental.

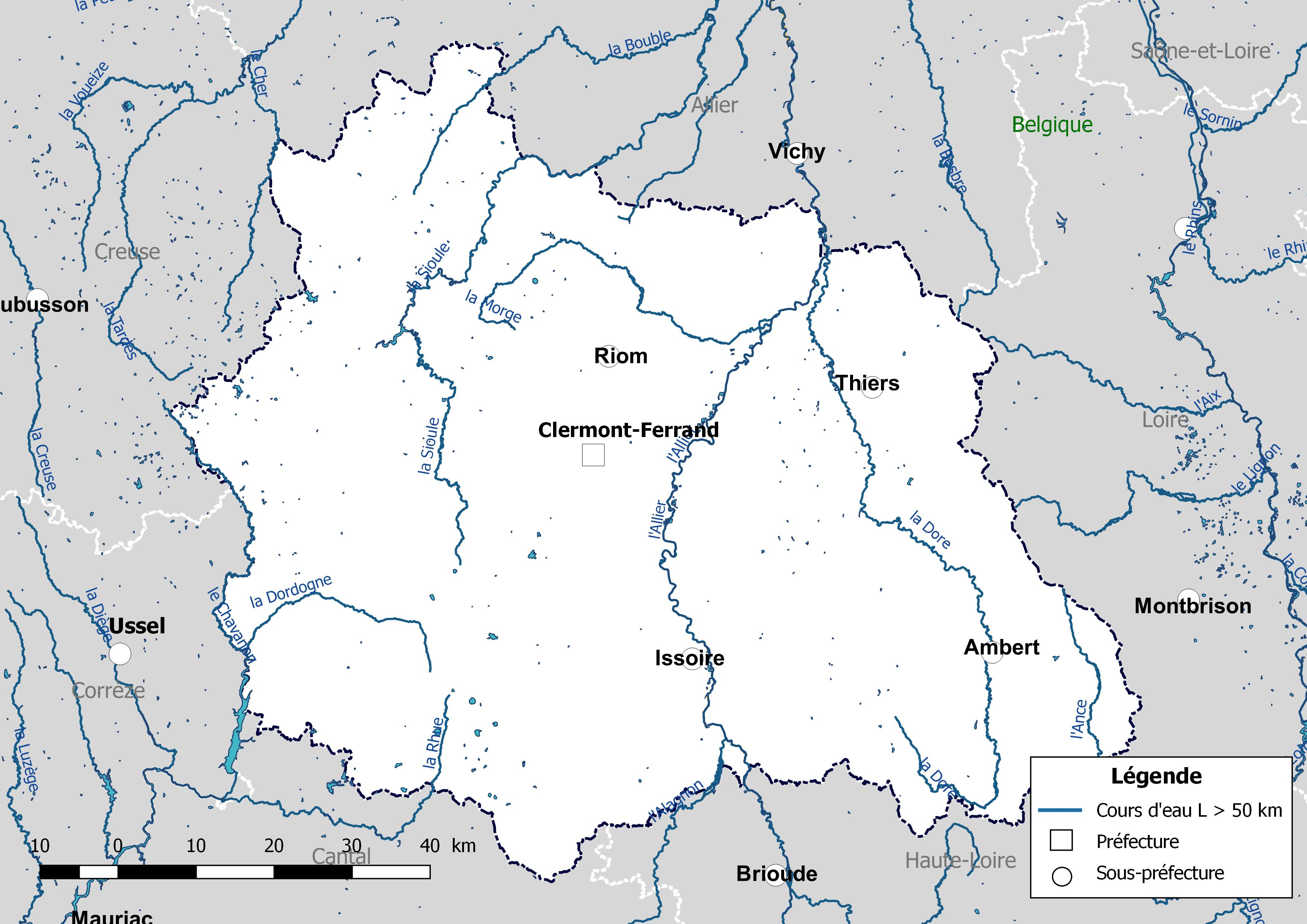
Carte des cours d'eau de longueur supérieure à 50 km du Puy-de-Dôme.
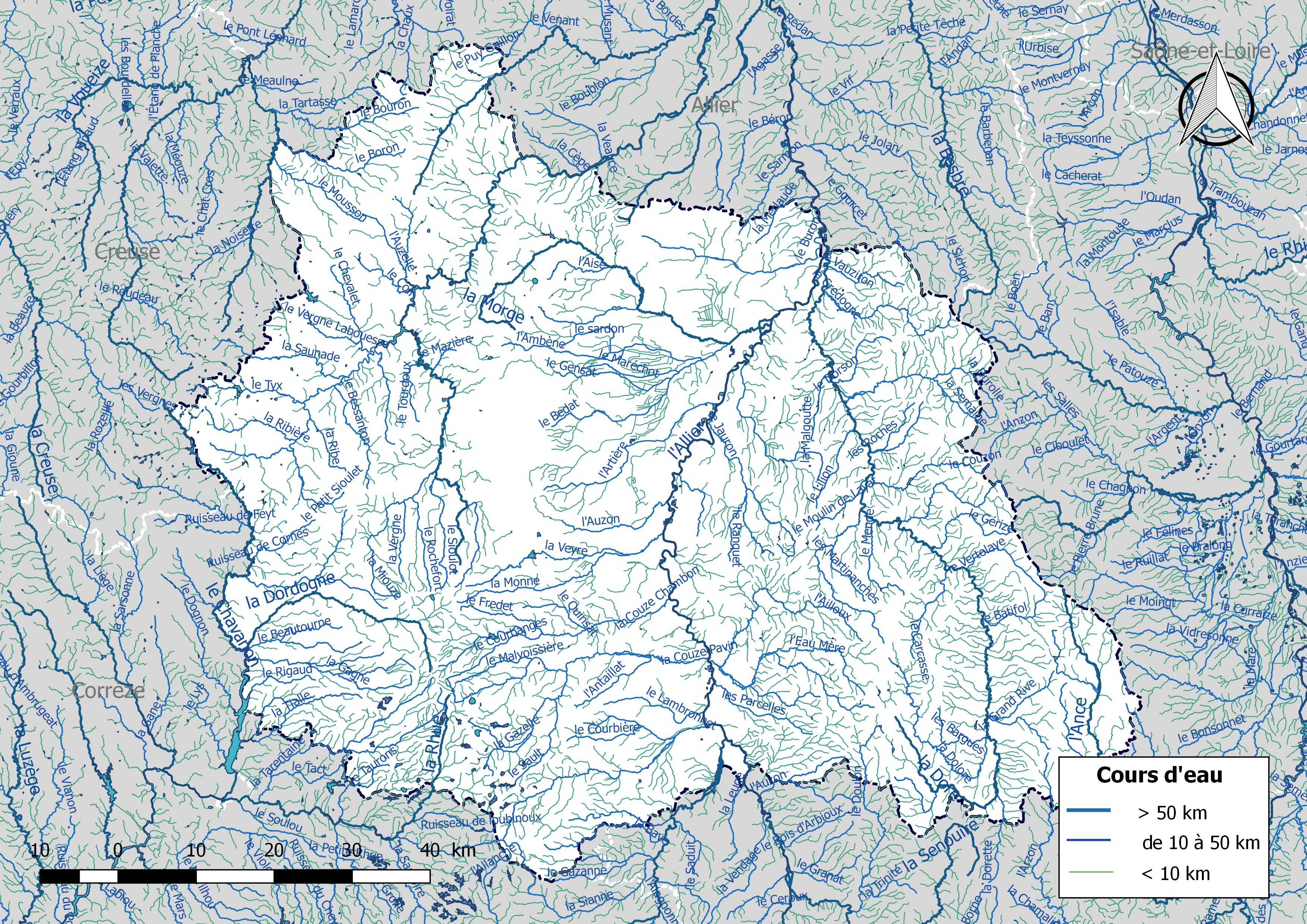
Carte de l'ensemble du réseau hydrographique du Puy-de-Dôme.

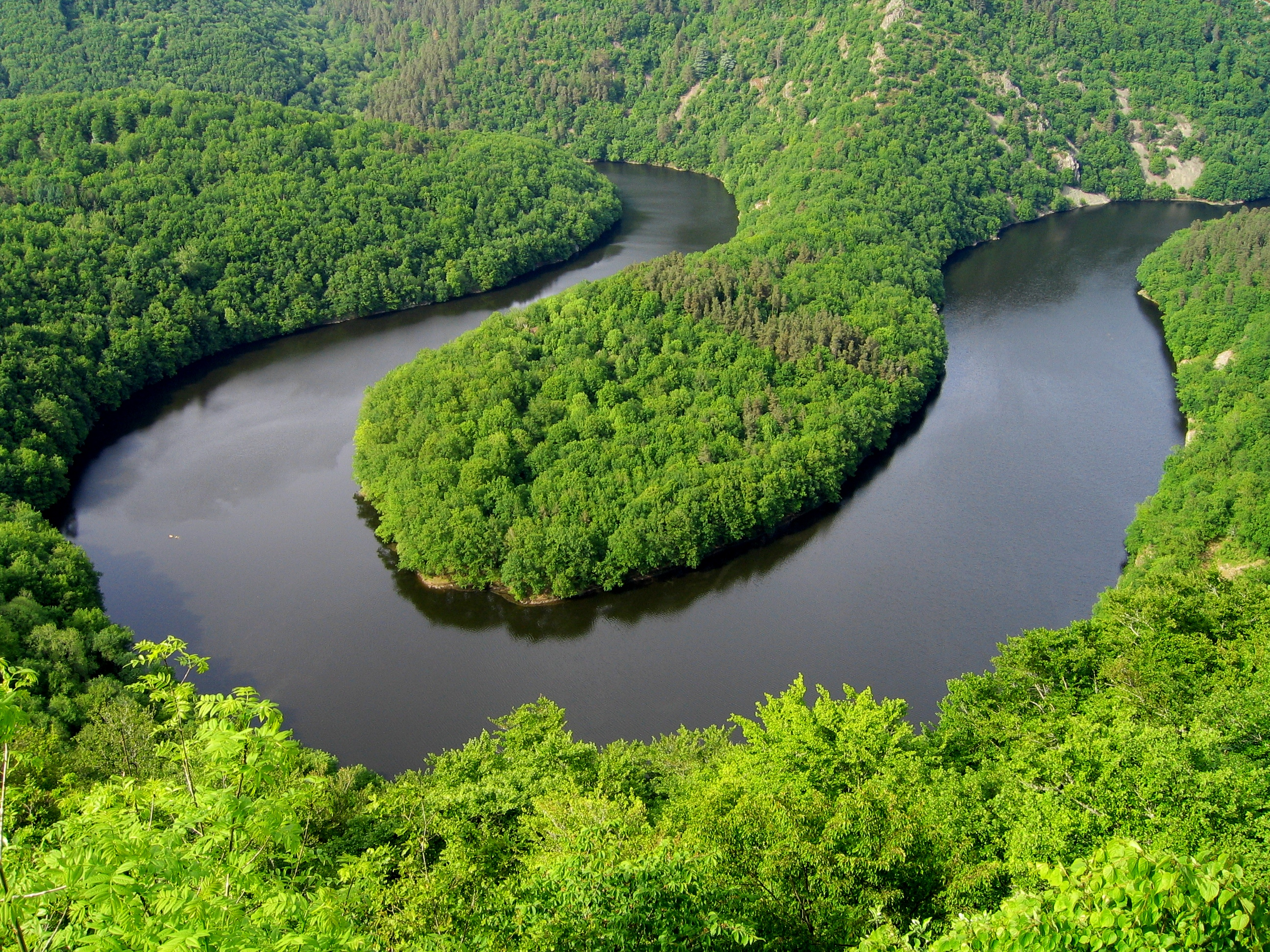
Le méandre de la Sioule à Queuille.
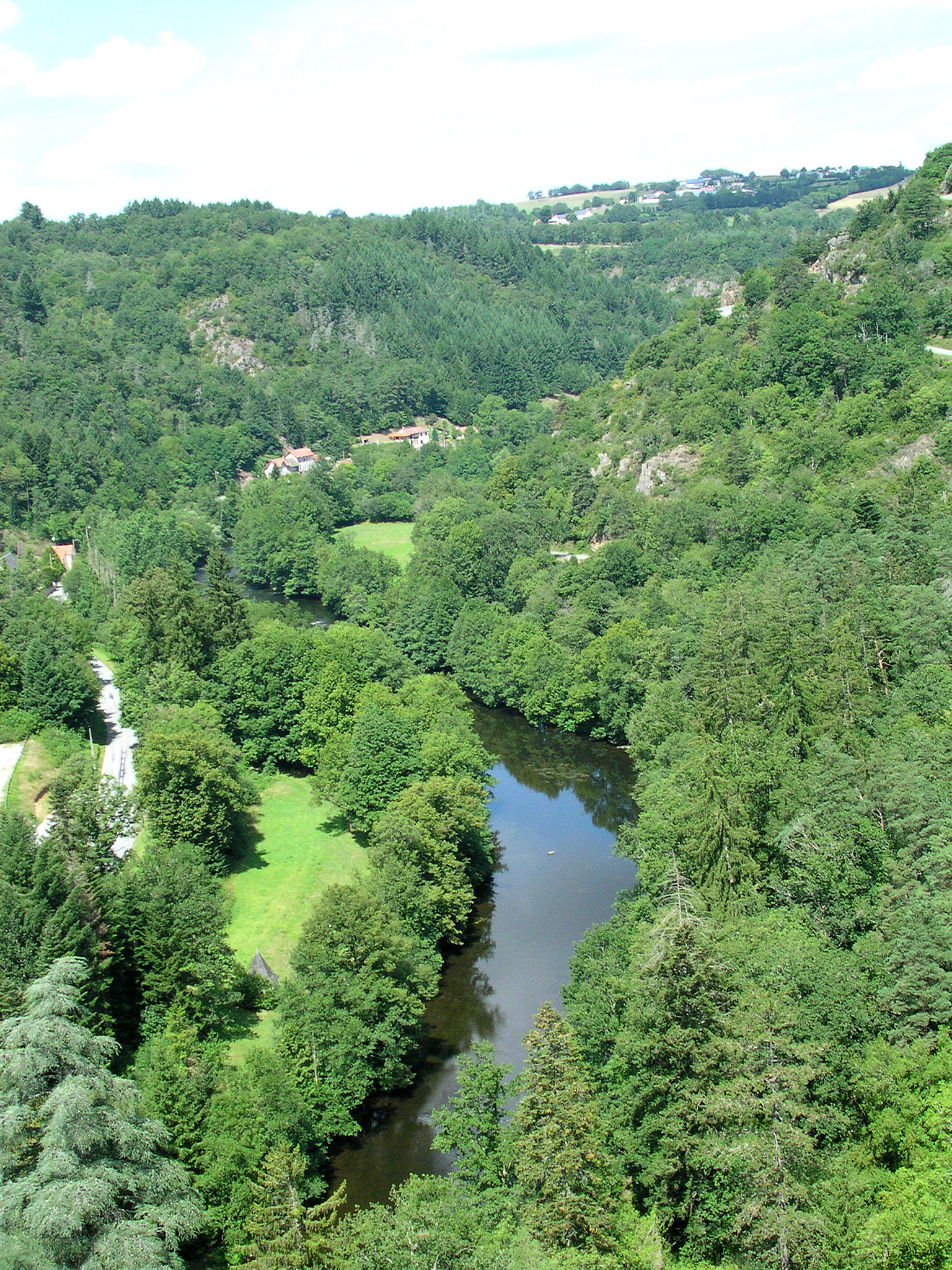
La Sioule en aval de Châteauneuf-les-Bains.
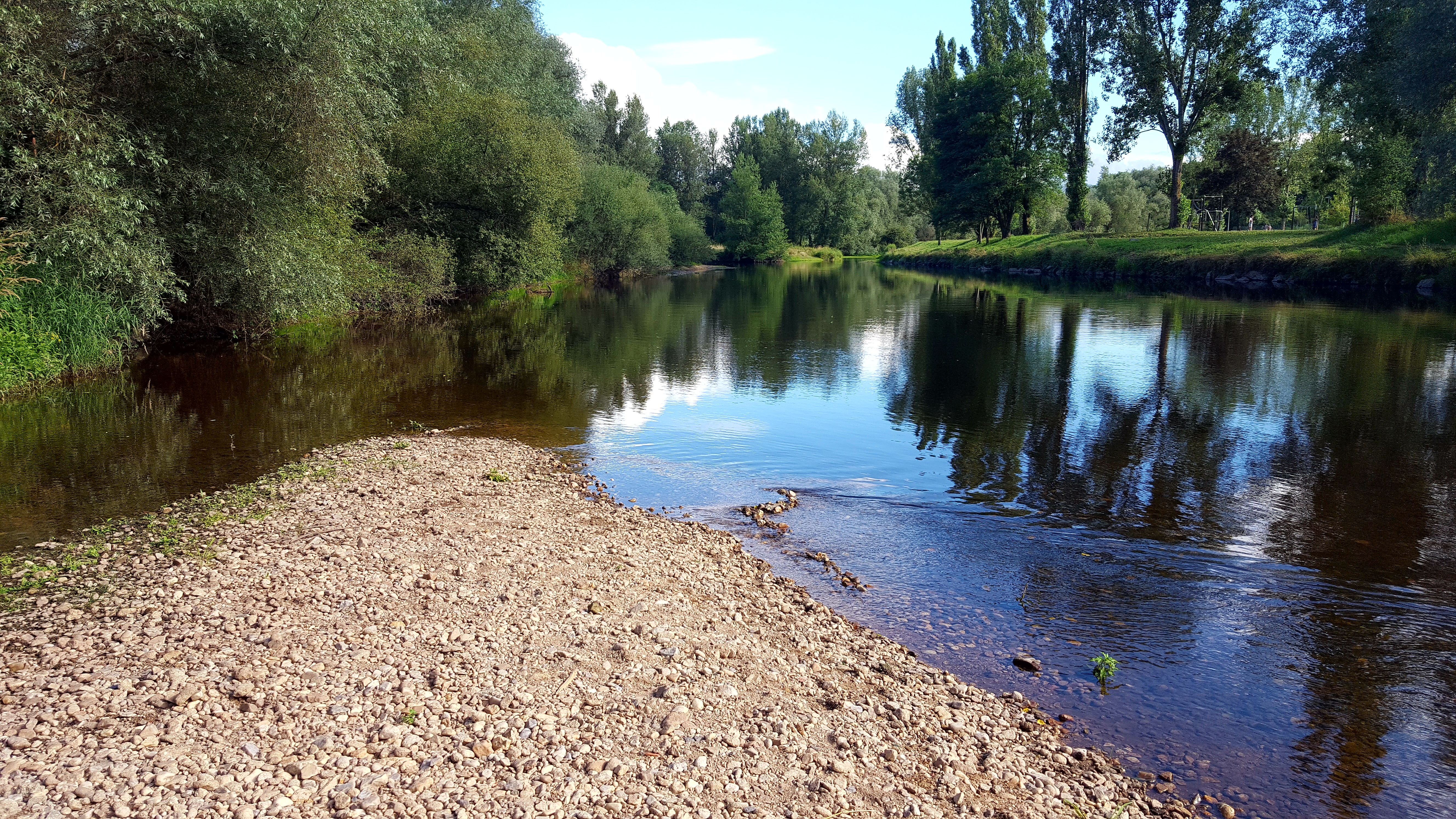
La Dore à la Base de loisirs d'Iloa sur la commune de Thiers.
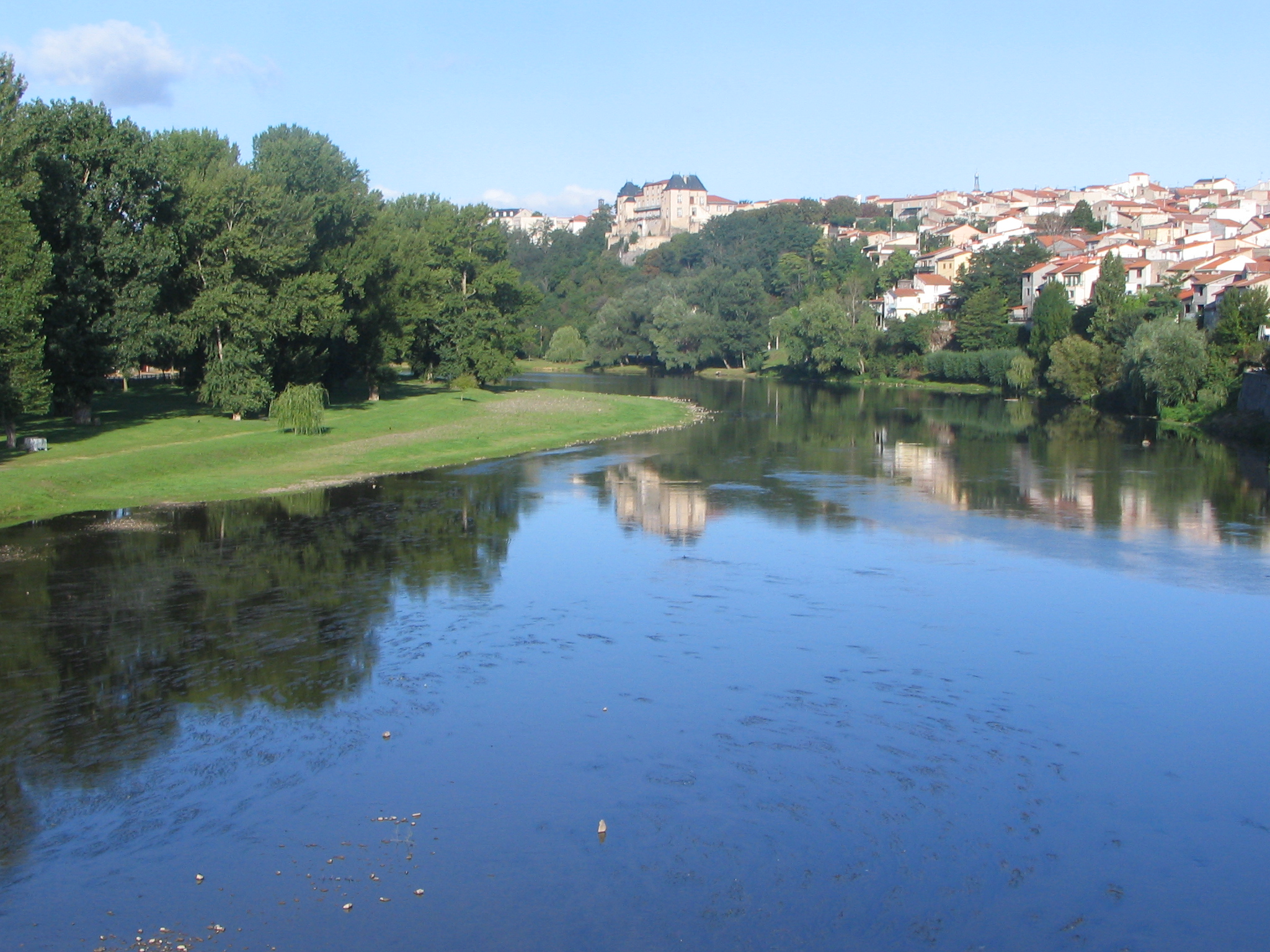
L'Allier à Pont-du-Château dans le Puy-de-Dôme.

#### Hydrologie des principaux cours d'eau
Les données hydrologiques des principaux cours d'eau du Puy-de-Dôme sont acquises grâce à un ensemble de 47 stations de mesure et stockées dans une base de données nationale dénommée Banque Hydro. Les hauteurs d'eau sont mesurées à des pas variables et permettent de calculer, par station, les débits instantanés, journaliers, mensuels, etc. à partir des valeurs de hauteur d'eau et des courbes de tarage (relations entre les hauteurs et les débits). Ces valeurs sont actualisées à chaque mise à jour d'une hauteur ou d'une courbe de tarage (addition, précision supplémentaire, correction, etc.). Ces 47 stations de mesures sont les suivantes :
À l'échelle des bassins versants, la gestion de la ressource en eau s’appuie sur un ensemble de points nodaux, définis par le schéma directeur d'aménagement et de gestion des eaux (SDAGE), pour lesquels sont fixés des débits de référence correspondant à des situations de débit faible, notamment en période estivale. Les schémas d'aménagement et de gestion des eaux (SAGE) peuvent aussi définir des points nodaux complémentaires à l’intérieur de leur périmètre. À chaque point correspond une zone d'influence équivalente au bassin amont du point nodal. Lorsque le débit observé devient inférieur aux débits seuils, des mesures restrictives sont appliquées par arrêtés préfectoraux sur le territoire correspondant à la zone d’influence du point nodal considéré. Les débits seuils sont :
- le débit objectif d’étiage (DOE) qui constitue le débit en dessous duquel la vie aquatique est altérée ;
- le débit seuil d’alerte (DSA) à partir duquel des mesures de restriction d’usage sont déclenchées ;
- le débit de crise (DCR) au niveau duquel toutes les mesures possibles de restriction des prélèvements et des rejets sont mises en œuvre.

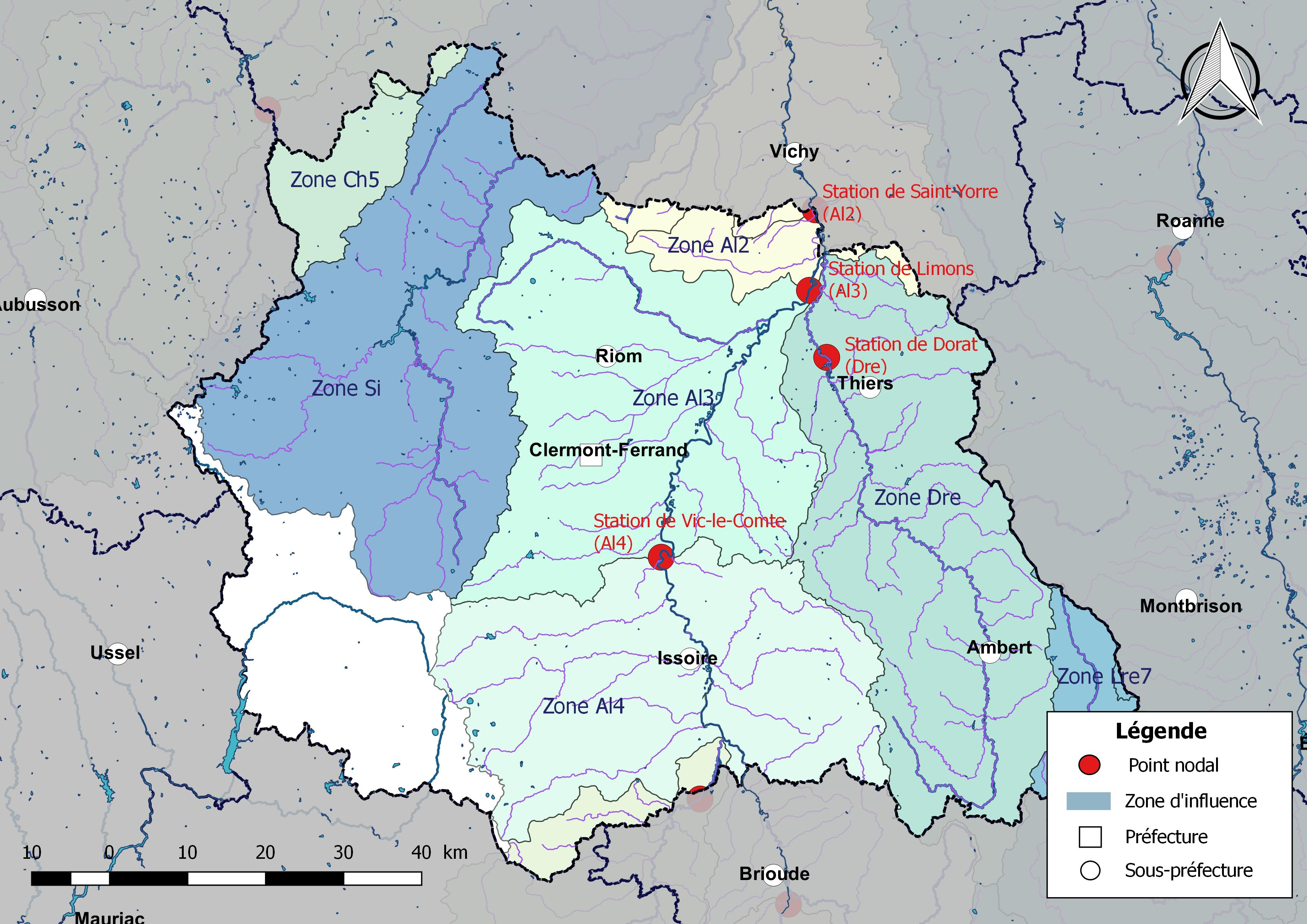
Carte des points nodaux et de leur zone d'influence dans le département du Puy-de-Dôme.

Les objectifs aux points nodaux et aux zones nodales fixés dans le SDAGE 2010-2015 Loire-Bretagne et reconduits dans le SDAGE 2016-2021, sont exprimés, suivant les situations, en débit ou en hauteur (piézométrique ou limnimétrique), et portent :
- d’une part sur l’équilibre entre la ressource et les besoins (débit objectif d’étiage DOE[Note 1], piézométrie objectif d’étiage POE, niveau objectif d’étiage NOE)[57] ;
- d’autre part sur la gestion des crises (seuils d'alerte DSA, PSA et NSA ; et seuils de crise, DCR, PCR et NCR)[57].

Leur détermination repose principalement sur l’observation des équilibres ou déséquilibres actuels et sur l’expérience des situations de crise antérieures. Le département du Puy-de-Dôme est découpé en sept zones nodales se référant à sept points nodaux dont trois sont localisés dans le département. Leurs caractéristiques sont les suivantes :
| Cours d'eau | Code point | Localisation du point                 | Équilibre ressource / besoin | Gérer la crise | Gérer la crise | Zone d'influence                                             | Commentaire                                                                                         |
| Cours d'eau | Code point | Localisation du point                 | DOE (m3/s)                   | DSA            | DCR            | Zone d'influence                                             | Commentaire                                                                                         |
| ----------- | ---------- | ------------------------------------- | ---------------------------- | -------------- | -------------- | ------------------------------------------------------------ | --------------------------------------------------------------------------------------------------- |
| Allier      | AI3        | station hydrométrique de Limons       | 16                           | 10             | 9              | Bassin de l'Allier entre les points AI3 et AI4               | Axe réalimenté par la retenue de Naussac ; objectif de soutien d'étiage 14 à 10 m3/s à Vic-le-Comte |
| Allier      | AI4        | station hydrométrique de Vic-le-Comte | 14                           | 10             | 8              | Bassin de l'Allier entre les points AI4 et AI5, hors Alagnon | Axe réalimenté par la retenue de Naussac ; objectif de soutien d'étiage 14 à 10 m3/s à Vic-le-Comte |
| Dore        | Dre        | station hydrométrique de Dorat        | 2,6                          | 2.2            | 2              | Bassin de la Dore en totalité                                | |

#### Cartographie des cours d'eau au titre de la police de l'eau
En lien avec la loi pour la reconquête de la biodiversité, de la nature et des paysages, publiée au Journal officiel du 9 août 2016, définissant la notion de cours d’eau, une instruction du gouvernement du 3 juin 2015 demande aux services d’État de mettre en place une cartographie du réseau hydrographique dans chaque département, afin de permettre aux riverains concernés de distinguer facilement les cours d’eau des fossés, non soumis aux mêmes règles : une intervention sur un cours d’eau allant au-delà de l’entretien courant ne peut en effet se faire que dans le cadre d’une déclaration ou autorisation « loi sur l’eau ». En outre les agriculteurs qui demandent les aides de la politique agricole commune (PAC) doivent implanter ou conserver une bande tampon de cinq mètres, le long des cours d'eau classés au titre des Bonnes conditions agricoles et environnementales (BCAE). Dans ce cadre, les services de l'État ont engagé une démarche progressive d'identification des cours d'eau et publié une carte de ceux-ci.

### Plans d'eau et milieux aquatiques
Quarante-cinq lacs et plans d'eau complètent le réseau hydrographique issus pour la plupart de l’activité volcanique, comme les lacs d'Aydat, de Chambon (propriété du Conseil départemental), Chauvet, de Guéry, de la Cassière, de Montcineyre, Pavin, de Servières et le Gour de Tazenat mais aussi les étangs du Chambon, d'Iloa, de Lachamp, et les lacs de Bort-les-Orgues, de Bourdouze, de Courty ou des Hermines.

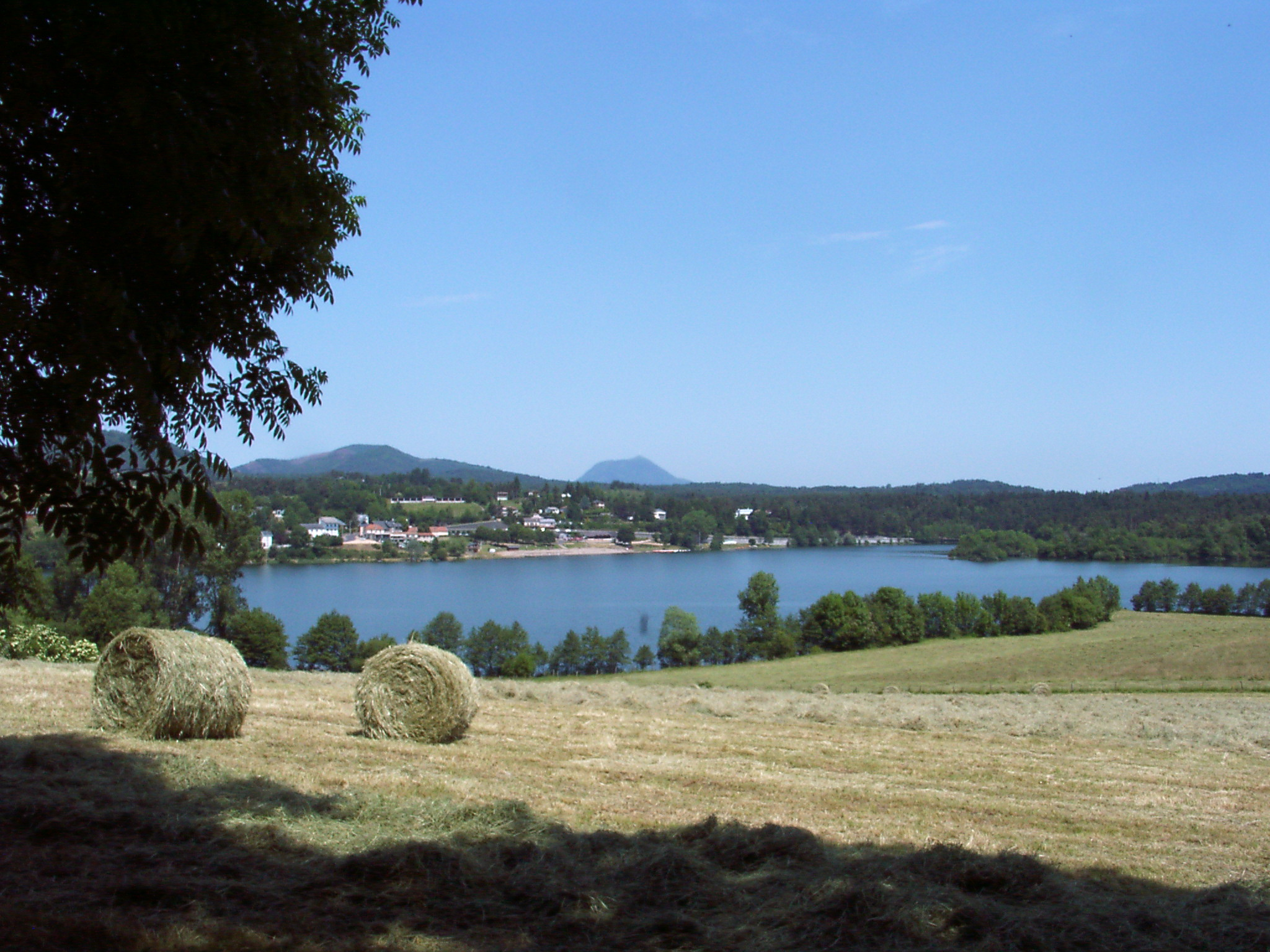
Le lac d'Aydat vu du sud avec le Puy de Dôme à l'horizon.
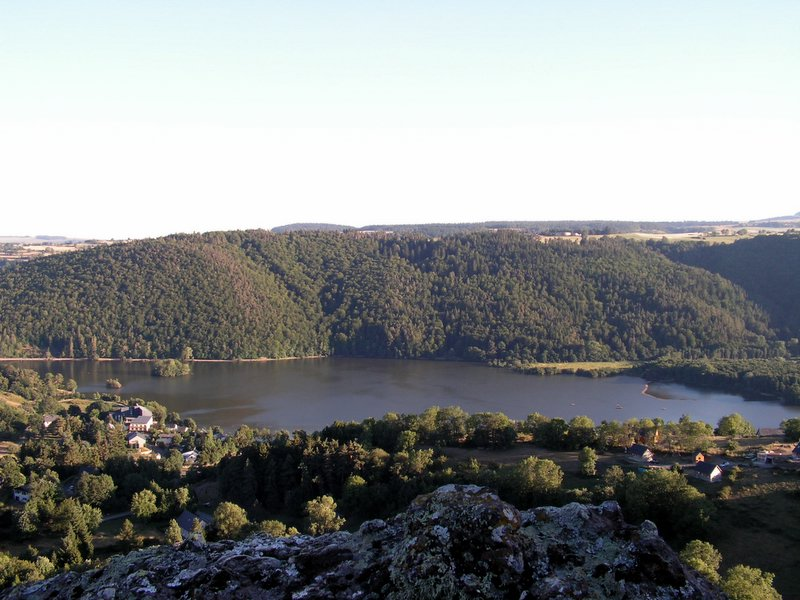
Le lac Chambon vu depuis la Dent du Marais.
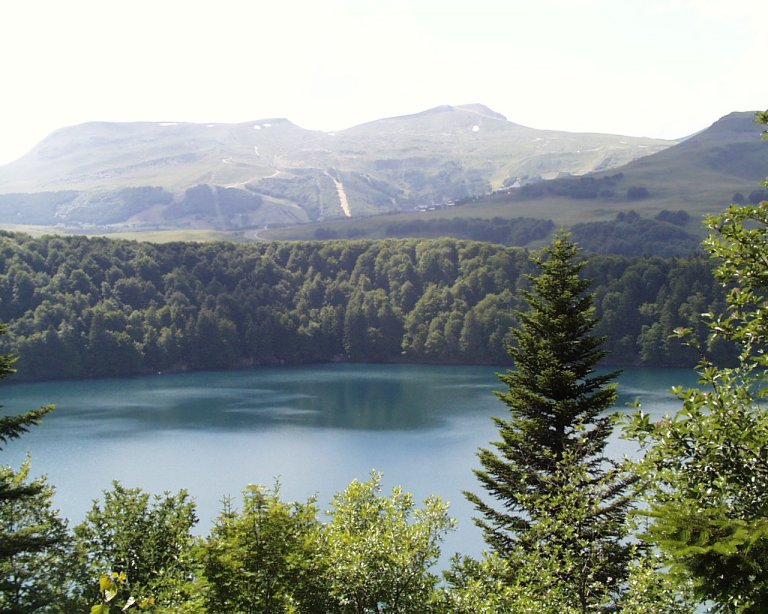
Le lac Pavin.
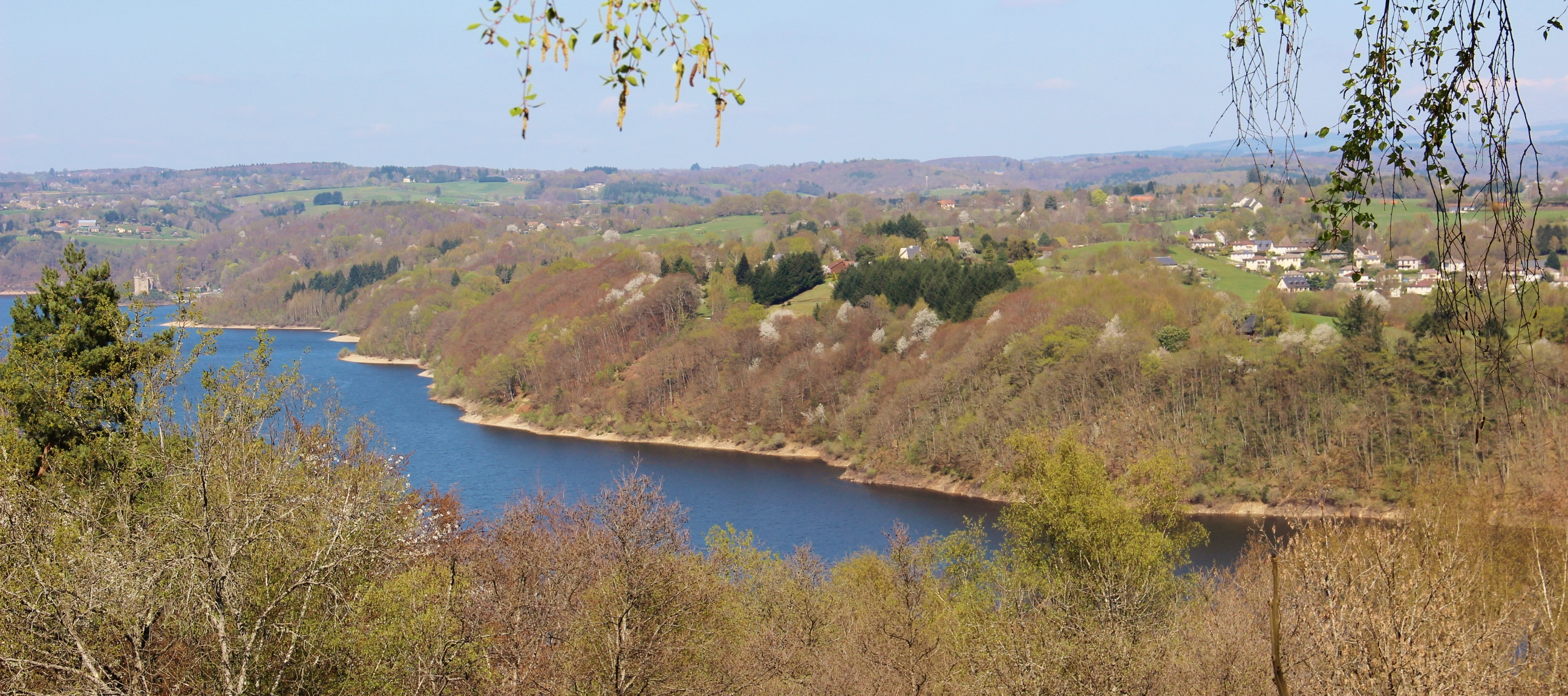
Le lac de Bort-les-Orgues et le château de Val.

#### Retenues d'eau
Une retenue d'eau désigne un plan d'eau tel qu'un lac, un étang, etc. créé artificiellement par la construction d'un barrage, d'une digue, vanne ou autre type de barrière. Dix retenues sont liées à des barrages de classe A ou B situés dans le département du Puy-de-Dôme et une liée à un barrage situé en limite des départements de la Corrèze et du Cantal (barrage de Bort-les-Orgues).
| Nom ouvrage                   | Cours d'eau           | Classe | Localisation     | Commune de localisation du barrage                          | propriétaire                                                | hauteur | Volume de la retenue   | Type         | Longueur | Année mise en service | Surface de la retenue | Surface bassin versant | Altitude crête | Finalité                                   | Réf    |
| ----------------------------- | --------------------- | ------ | ---------------- | ----------------------------------------------------------- | ----------------------------------------------------------- | ------- | ---------------------- | ------------ | -------- | --------------------- | --------------------- | ---------------------- | -------------- | ------------------------------------------ | ------ |
| Barrage d'Anchald             | la Sioule             | A      | Puy-de-Dôme      | Bromont-Lamothe                                             | EDF                                                         | 21,5 m  | 1 150 milliers de m³   | Enrochements | 123 m    | 1986                  | 17,3 ha               | 3 km²                  | 665,2 m        | Hydroélectricité                           | [ 62 ] |
| Barrage de Bort-les-Orgues    | la Dordogne           | A      | Cantal - Corrèze |                                                             | EDF                                                         | 119 m   | 477 000 milliers de m³ | Poids        | 390 m    | 1952                  | 1073 ha               | 1010 km²               | 544,8 m        | Hydroélectricité                           | [ 63 ] |
| Barrage des Fades             | la Sioule             | A      | Puy-de-Dôme      | Les Ancizes-Comps, Sauret-Besserve, Saint-Priest-des-Champs | EDF                                                         | 63,5 m  | 69 000 milliers de m³  | Enrochements | 235 m    | 1968                  | 385 ha                | 1300 km²               | 508 m          | Hydroélectricité                           | [ 64 ] |
| Barrage de Miodet             | le Miodet             | A      | Puy-de-Dôme      | Sauviat et Domaize                                          | EDF                                                         | 24,1 m  | 570 milliers de m³     | Poids        | 89 m     | 1903                  | 5,35 ha               | 100 km²                | 356,4 m        | Hydroélectricité                           | [ 65 ] |
| Barrage de Montaigut          | la Danne              | A      | Puy-de-Dôme      | Saint-Éloy-les-Mines                                        | Commune de Saint-Éloy-les-Mines                             | 20,5 m  | 270 milliers de m³     | Poids        | 108 m    | 1921                  | 3 ha                  | 2,1 km²                | 569,25 m       | Irrigation / Loisirs / Alimentation en eau | [ 66 ] |
| Barrage des Pradeaux          | l'Enfer               | A      | Puy-de-Dôme      | Grandrif et Saint-Anthème                                   | BIRSECK HYDRO / HYDROWATT SARL                              | 21,7 m  | 2 040 milliers de m³   | Multi-voûtes | 220 m    | 1940                  | 24 ha                 | 7,6 km²                |                | Hydroélectricité                           | [ 67 ] |
| Barrage de Queuille           | la Sioule             | A      | Puy-de-Dôme      | Vitrac et Saint-Gervais-d'Auvergne                          | EDF                                                         | 28 m    | 5 920 milliers de m³   | Poids        | 116 m    | 1905                  | 36 ha                 | 1350 km²               | 432 m          | Hydroélectricité                           | [ 68 ] |
| Barrage de la Sep             | le ruisseau de la Sep | A      | Puy-de-Dôme      | Saint-Hilaire-la-Croix                                      | Syndicat mixte pour l’aménagement de la Haute Morge/Somival | 41 m    | 4 700 milliers de m³   | Poids        | 145 m    | 1994                  | 33 ha                 | 27 km²                 | 503,6 m        | Irrigation / Alimentation en eau           | [ 69 ] |
| Barrage d'Aubusson d'Auvergne | la Couzon             | B      | Puy-de-Dôme      | Aubusson-d'Auvergne et Augerolles                           | Communauté de communes du Pays de Courpière                 | 13 m    | 1 400 milliers de m³   | Terre        | 230 m    | 1990                  | 27 ha                 | 48 km²                 | 412 m          | Activité touristique                       | [ 70 ] |
| Barrage de La Bourboule       | la Dordogne           | B      | Puy-de-Dôme      | La Bourboule                                                | SARL SOPRELEC / EDF                                         | 19,5 m  | 380 milliers de m³     | Poids        | 60 m     | 1897                  | 4,2 ha                | 75 km²                 | 842,7 m        | Hydroélectricité                           | [ 71 ] |
| Barrage de Taurons            | le Taurons            | B      | Puy-de-Dôme      | Trémouille                                                  | EDF                                                         | 16,2 m  | 1200 milliers de m³    | Enrochements | 142,18 m | 1971                  | 24,5 ha               | 15 km²                 | 871,7 m        | Hydroélectricité                           | [ 72 ] |

### Domaine public fluvial
L'article L. 2111-7 du Code général de la propriété des personnes publiques (CG3P) indique que le domaine public fluvial naturel est constitué des cours d'eau et lacs appartenant à l’État, aux collectivités
territoriales ou à leurs groupements, et classés dans leur domaine public fluvial (DPF). Le DPF artificiel est défini à l'article L. 2111-10 du CG3P : il comprend les canaux et plans d'eau appartenant à une personne publique ou à un port autonome et classés dans son DPF, ainsi que les ouvrages ou installations dont la destination est liée à la gestion et l'exploitation des canaux et plans d'eau (alimentation en eau, navigation, halage ou exploitation),.
Dans le département du Puy-de-Dôme, sont classés dans le domaine public fluvial de l'État les cours d'eau suivants, :
- la rivière Allier dans tout le département ;
- la rivière Dore, de l'aval de Courpière jusqu'à sa confluence avec l'Allier.

Certaines retenues d'eau sont également dans le domaine public de l'État : le lac de retenue du barrage de Sauret-Besserve (ou barrage des Fades), le lac du barrage de Queuille, le lac en amont du barrage de Sauviat, le lac de retenue du barrage d'Anchald.

## Gouvernance de bassin

### Bassins administratifs
La gestion de l’eau, soumise à une législation nationale et à des directives européennes, se décline par bassin hydrographique, au nombre de sept en France métropolitaine, échelle cohérente écologiquement et adaptée à une gestion des ressources en eau. Le Puy-de-Dôme est découpé en deux bassins : le bassin Adour-Garonne, correspondant au bassin de la Dordogne, et le bassin Loire-Bretagne, qui sont à la fois des circonscriptions administratives de bassin, territoires de gestion dont les limites sont des limites communales, et des bassins hydrographiques, territoires hydrographiques dont les limites sont des lignes de partage des eaux.
Chaque circonscription de bassin, également appelée bassin Directive-cadre sur l'eau (bassin DCE), est découpée en sous-bassins administratifs, dénommés aussi sous-bassins DCE, qui constituent un niveau intermédiaire d’agrégation entre la masse d'eau et le bassin Directive-cadre sur l'eau. Le Puy-de-Dôme est découpé en trois sous-bassins : « Allier-Loire amont » et « Loire moyenne » dans le bassin Loire-Bretagne et « Dordogne » dans le bassin Adour-Garonne.
Le Bassin Allier-Loire amont, d'une superficie totale de 36 000 km2, s'étend sur douze départements dépendant de trois régions. Il est drainé par les parties amont du bassin de la Loire, recevant elle-même son affluent l'Arconce, et du bassin de l'Allier, recevant la Dore et la Sioule. Il couvre la majeure partie du territoire départemental et les principaux cours d'eau de ce bassin à l'intérieur du Puy-de-Dôme sont l'Ance, affluent direct de la Loire, ainsi que l'Allier et ses deux affluents précités, la Dore et la Sioule.
Le bassin Loire moyenne s'étend sur 27 350 km2 et dix départements répartis sur trois régions. Il se termine au droit de la confluence avec la Vienne. Dans le Puy-de-Dôme, il couvre une petite partie du nord-ouest du territoire départemental. Le Boron, le Bouron et le Mousson, affluents ou sous-affluents de rive droite du Cher — limitrophe du Puy-de-Dôme au nord-ouest — appartiennent à ce bassin.

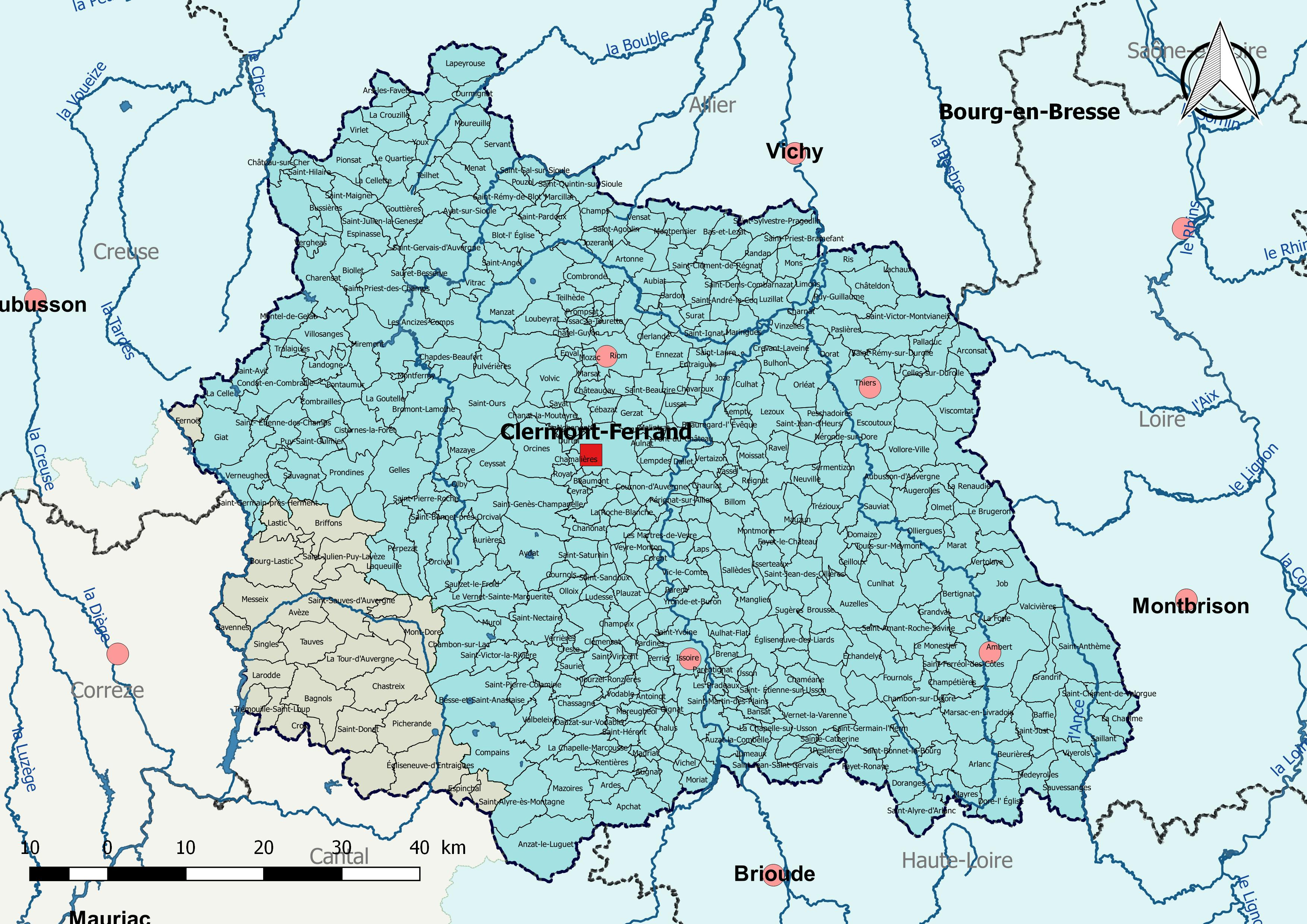
Le Puy-de-Dôme est découpé en deux bassins DCE : Loire-Bretagne et Adour-Garonne.
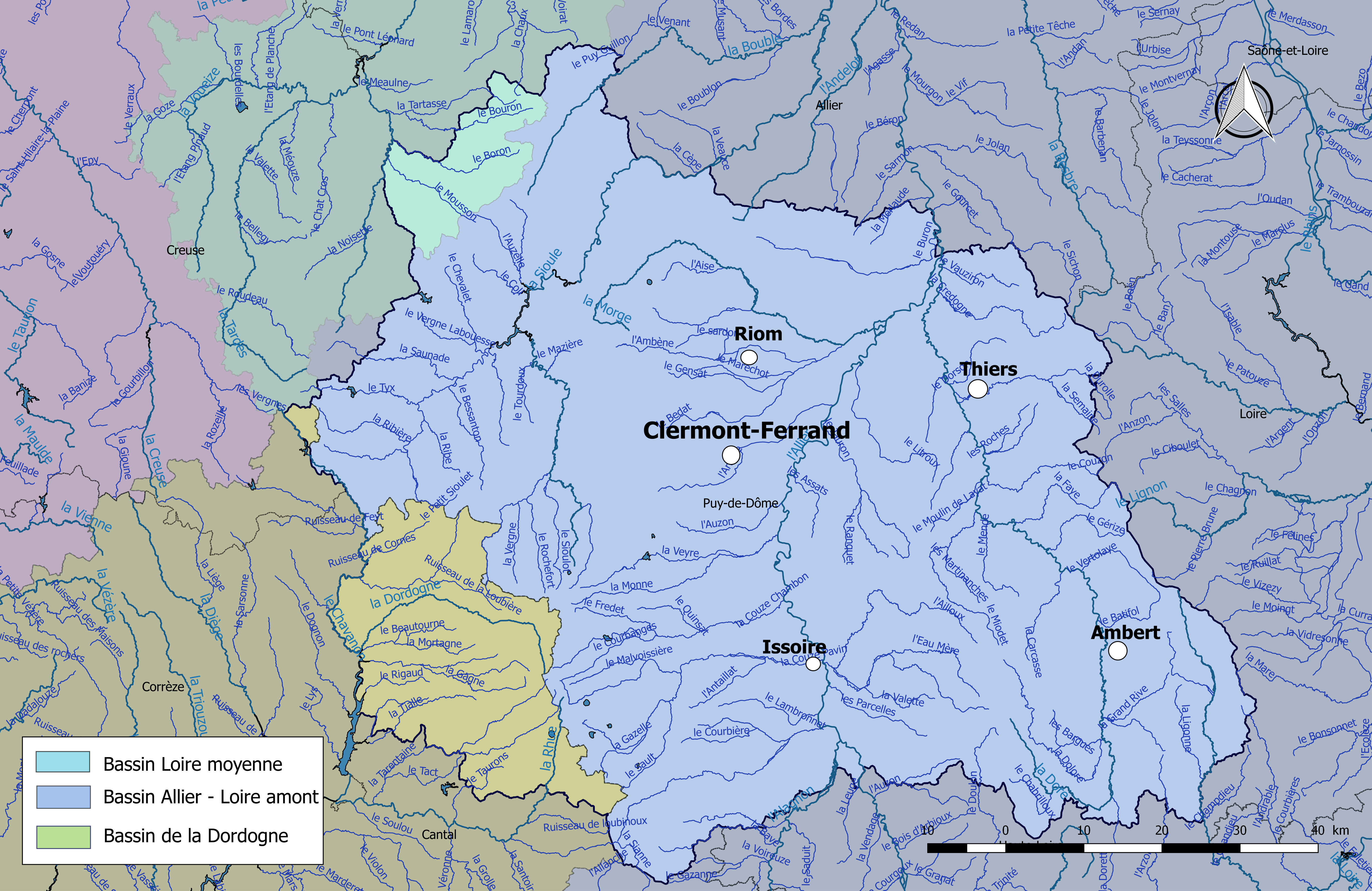
Le Puy-de-Dôme est découpé en trois sous-bassins : « Allier-Loire amont », « Loire moyenne » et « Dordogne ».

### Acteurs
La planification de l’eau s’appuie sur une gouvernance qui fait intervenir différents acteurs que l’on peut schématiquement répartir en quatre groupes : sphère de décision, instances de préparation des décisions, instances techniques et partenaires du bassin associés à la planification. La sphère de décision comprend le comité de bassin et le préfet coordonnateur de bassin.

#### Instances de bassin
Les instances de bassins sont constituées de deux entités :
- le comité de bassin, une instance de concertation qui regroupe différents acteurs, publics ou privés, agissant dans le domaine de l’eau : collectivités, État, usagers, personnes qualifiées, milieux socioprofessionnels et le préfet coordonnateur de bassin. Le département du Puy-de-Dôme dépend, selon les parties de son territoire, des comités de bassins Adour-Garonne et Loire-Bretagne ;
- l'agence de l'eau, un établissement public à caractère administratif de l’État. Le département du Puy-de-Dôme dépend de deux agences de l'eau :
  - Adour-Garonne ;
  - Loire-Bretagne, dont le siège est à Orléans, et plus particulièrement de la délégation « Allier-Loire amont » de l'agence de l'eau. Celle-ci assure le secrétariat de la commission territoriale Allier-Loire amont du comité de bassin et intervient sur les SAGE du territoire[82].

#### Commissions locales de l'eau
Une Commission locale de l'eau est définie à l'échelle de chaque schéma d'aménagement et de gestion des eaux (SAGE), qui respectant le schéma directeur d'aménagement et de gestion des eaux (SDAGE), précise les objectifs plus détaillés de l’utilisation de l’eau. Elle est composée de 50 % d’élus, 25 % d’usagers, 25 % d'administrations.

#### Établissements publics territoriaux de bassin
La loi du 30 juillet 2003 relative à la prévention des risques technologiques et naturels et à la réparation des dommages a fait des établissements publics territoriaux de bassin (EPTB) des acteurs officiels de la politique de l'eau à l'échelle d'un bassin versant ou d'un sous-bassin. Leur rôle a été renforcé par la loi sur l'eau et les milieux aquatiques du 30 décembre 2006 et par la loi du 12 juillet 2010 portant engagement national pour l’environnement (Grenelle 2). Leur périmètre doit répondre à la cohérence hydrographique d'un bassin ou d’un sous-bassin hydrographique, sans limite de taille minimum. Ils sont déconnectés des limites administratives des collectivités membres.
Deux EPTB sont compétents sur le territoire du Puy-de-Dôme :
- l'établissement public Loire, compétent sur l'ensemble du bassin de la Loire, soit une superficie totale de bassins versants de 117 800 km2 ;
- l'EPTB Dordogne, compétent sur l'ensemble du bassin de la Dordogne, soit une superficie de bassins versants de 24 000 km2.

### Planification
La directive-cadre sur l'eau (DCE) du 23 octobre 2000 déploie une logique de planification (les « plans de gestion » que sont les schémas directeurs d’aménagement et de gestion des eaux (SDAGE) en France), associée à une politique de programmation (les « programmes de mesures » - PdM), à l’échelle des grands bassins hydrographiques.

#### Schéma directeur d'aménagement et de gestion des eaux (SDAGE)
Le schéma directeur d'aménagement et de gestion des eaux (SDAGE) est un document de planification dans le domaine de l’eau. Il définit, pour une période donnée de six ans, les grandes orientations pour une gestion équilibrée de la ressource en eau ainsi que les objectifs de qualité et de quantité des eaux à atteindre dans le bassin hydrographique dont dépend le département. Il est établi en application des articles L.212-1 et suivants du code de l’environnement. Le département du Puy-de-Dôme est concerné par les SDAGE Adour-Garonne et Loire-Bretagne.
| SDAGE                | Approbation par le Préfet coordonnateur de bassin | Approbation par le Préfet coordonnateur de bassin |
| SDAGE                | Période 2010-2015                                 | Période 2016-2021                                 |
| -------------------- | ------------------------------------------------- | ------------------------------------------------- |
| SDAGE Adour-Garonne  | 1er décembre 2009                                 | 1er décembre 2015                                 |
| SDAGE Loire-Bretagne | 18 novembre 2009                                  | 18 novembre 2015                                  |

#### Schéma d'aménagement et de gestion des eaux (SAGE)

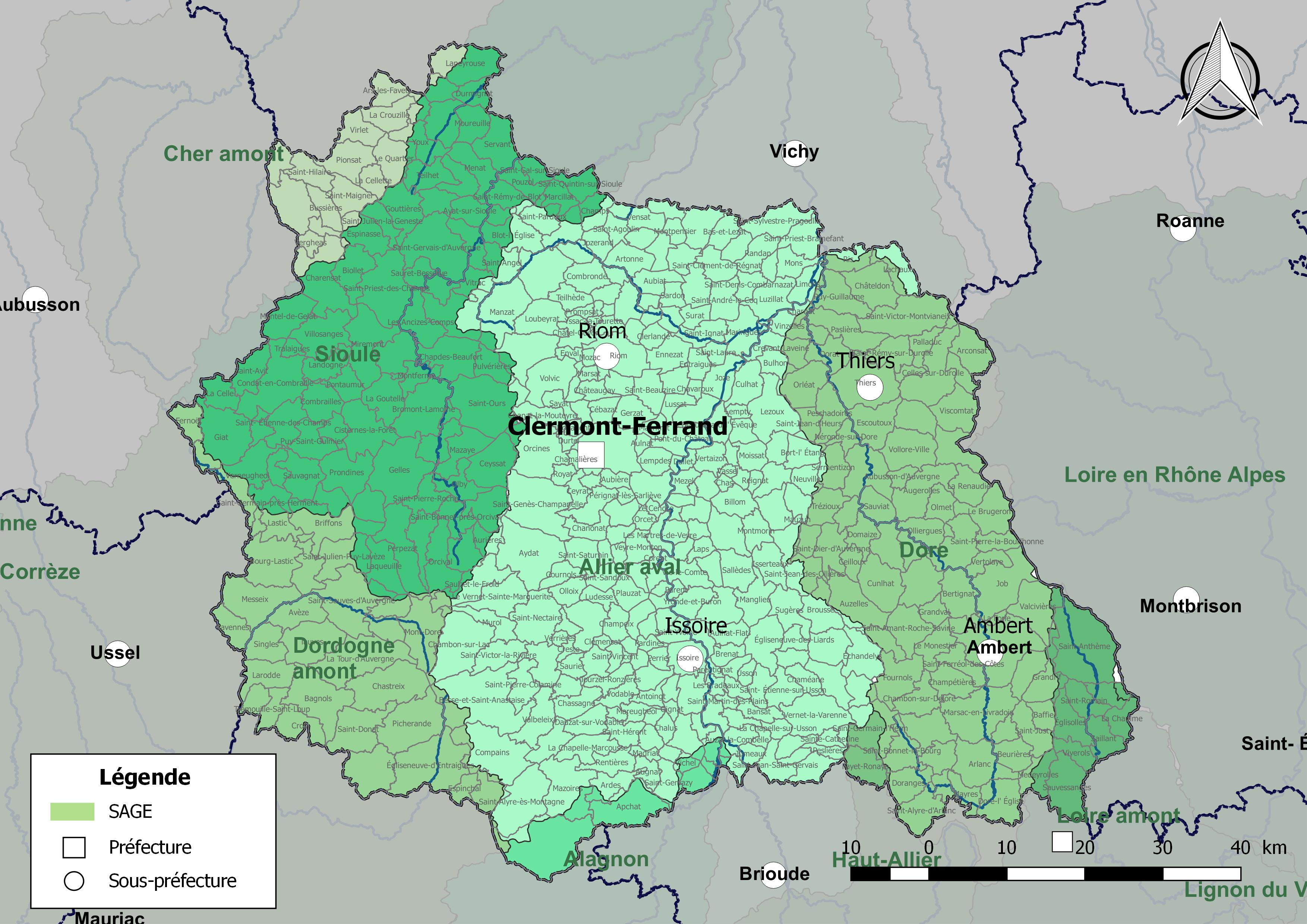
Carte des SAGE concernant le Puy-de-Dôme au 1er janvier 2018.

Le schéma d'aménagement et de gestion des eaux (SAGE) est le deuxième niveau de planification, au périmètre plus restreint que le schéma directeur d'aménagement et de gestion des eaux (SDAGE). Il est fondé sur une unité de territoire où s’imposent une solidarité physique et humaine (bassins versants, nappes souterraines, estuaires, …). Il fixe les objectifs généraux, les règles, les actions et moyens à mettre en oeuvre pour gérer la ressource en eau et concilier tous ses usages. Le SAGE est élaboré par une commission locale de l'eau (C.L.E.) composée d’élus, d’usagers et de représentants de l’État. Il doit être approuvé par le Préfet après avis du comité de bassin pour devenir opposable aux décisions publiques. Les SAGE doivent être compatibles avec les orientations du SDAGE en application sur leur territoire.
Dans le département, huit territoires sont engagés dans une démarche de SAGE, couvrant ainsi la totalité du territoire départemental : « Alagnon », « Allier aval », « Cher amont », « Dordogne amont », « Dore », « Haut-Allier », « Loire amont » et « Sioule »,,.
| Nom du SAGE     | Phase        | Périmètre fixé le | Création CLE | Approuvé le | Superficie | Départements concernés                              | Nb communes | Nb communes |
| Nom du SAGE     | Phase        | Périmètre fixé le | Création CLE | Approuvé le | Superficie | Départements concernés                              | Total       | Puy-de-Dôme |
| --------------- | ------------ | ----------------- | ------------ | ----------- | ---------- | --------------------------------------------------- | ----------- | ----------- |
| Alagnon,        | Élaboration  | 03.08.2011        | 24.07.2014   |             | 1 040 km2  |                                                     |             |             |
| Allier aval,    | Mis en œuvre | 10.01.2003        | 15.11.2016   | 13.11.2015  | 6 344 km2  | Allier, Cher, Haute-Loire, Nièvre, Puy-de-Dôme      | 463         | xx          |
| Cher amont,     | Mis en œuvre | 11.01.2005        | 02.03.2016   | 20.10.2015  | 6 780 km2  | Cher, Allier, Indre, Creuse, Puy-de-Dôme            | 355         | 23          |
| Dordogne amont, | Élaboration  | 15.04.2013        | 10.12.2013   |             | 9 700 km2  | Cantal, Corrèze, Creuse, Dordogne, Lot, Puy-de-Dôme | 594         | xx          |
| Dore,           | Mis en œuvre | 31.12.2004        | 09.05.2016   | 07.03.2014  | 1 707 km2  | Haute-Loire, Loire et Puy-de-Dôme                   | 104         | xx          |
| Haut-Allier,    | Mis en œuvre | 03.06.2014        | 13.10.2014   | 24.03.2006  | 1 303 km2  | Ardèche, Cantal, Haute-Loire, Lozère, Puy-de-Dôme   | 165         | 2           |
| Loire amont,    | Mis en œuvre | 03.11.2003        | 03.06.2015   | 22.12.2017  | 2 635 km2  | Haute-Loire, Ardèche, Puy-de-Dôme, Loire            | 173         | 15          |
| Sioule,         | Mis en œuvre | 31.01.2003        | 15.06.2016   | 05.02.2014  | 2 556 km2  | Allier, Puy-de-Dôme et Creuse                       | 159         | xx          |

#### Contrats territoriaux de bassins versants
Le troisième niveau de planification est celui du contrat, où les actions sont mises en œuvre concrètement. Un contrat territorial est ainsi un outil de l'Agence de l'eau, mis en place pour cinq ans à l'échelle d'un bassin versant. Il a pour objectifs de réduire les pollutions diffuses et d'entretenir ou restaurer les milieux aquatiques afin d'atteindre le bon état écologique des masses d'eau défini dans le SDAGE et peut être aidé par le département. Les contrats en vigueur au 27 juin 2016 sont :
| Intitulé                                   | type de contrat     | Structure porteuse                                                                                                 | debut             |
| ------------------------------------------ | ------------------- | --- | ----------------- |
| Alagnon                                    | Contrat territorial | Syndicat mixte Interdépartemental de gestion intégrée de l'Alagnon et de ses affluents                             | 22 avril 2011     |
| Ance du Nord                               | Contrat territorial | Communauté de communes de la Vallée de l'Ance                                                                      | 15 janvier 2016   |
| Auzon                                      | Contrat territorial | Syndicat mixte de la vallée de la Veyre et de l'Auzon                                                              | 11 octobre 2011   |
| Axe Allier                                 | Contrat territorial | Établissement public Loire                                                                                         | 8 juillet 2015    |
| Lac Chambon et Couze Chambon amont         | Contrat territorial | Syndicat intercommunal à vocation unique d'assainissement collectif secteur amont de la Couze Chambon              | 27 février 2014   |
| Charlet                                    | Pré-contrat         | Syndicat mixte de la vallée de la Veyre et de l'Auzon                                                              | 27 juin 2013      |
| Chavanon                                   | Contrat territorial | Parc naturel régional de Millevaches en Limousin                                                                   | 1er janvier 2013  |
| Cours d'eau de l'agglomération de Clermont | Contrat territorial | Clermont Auvergne Métropole (communauté d'agglomération )                                                          | 13 janvier 2012   |
| Couze Pavin                                | Contrat territorial | Syndicat intercommunal d'aménagement de la Couze Pavin et de la Couze de Valbeleix                                 | 27 février 2014   |
| Dore amont                                 | Contrat territorial | Syndicat intercommunal à vocations multiples d’Ambert                                                              | 2 juillet 2015    |
| Dore aval                                  | Pré-contrat         | Parc naturel régional Livradois-Forez                                                                              | 25 juin 2015      |
| Sources de la Dordogne-Sancy-Artense       | Pré-contrat         | Parc naturel régional des volcans d'Auvergne                                                                       | 1er janvier 2013  |
| Dore moyenne                               | Contrat territorial | Communauté de communes du Pays d'Olliergues                                                                        | 15 janvier 2014   |
| Eau Mère                                   | Contrat territorial | Communauté de communes du Pays de Sauxillanges                                                                     | 29 mars 2012      |
| Lacs de Bourdouze, de Montcineyre et Pavin | Contrat territorial | Parc naturel régional des Volcans d'Auvergne                                                                       | 3 octobre 2012    |
| Lembronnet                                 | Contrat territorial | Syndicat intercommunal à vocations multiples de la région d'Issoire et de communes de la banlieue sud clermontoise | 1er janvier 2011  |
| Cours d'eau de la Limagne                  | Pré-contrat         | Syndicat intercommunal de gestion de la Morge et de ses affluents                                                  | 6 janvier 2014    |
| Pont-du-Château et Vinzelles               | Contrat territorial | Syndicat intercommunal d'alimentation en eau potable de Basse Limagne                                              | 18 mars 2014      |
| Cours d'eau de la communauté de Riom       | Contrat territorial | Syndicat intercommunal d'assainissement de la région de Riom                                                       | 4 septembre 2013  |
| Sioule                                     | Contrat territorial | Syndicat mixte d'aménagement touristique de la Sioule                                                              | 20 septembre 2014 |
| Veyre                                      | Contrat territorial | Syndicat mixte de la vallée de la Veyre et de l'Auzon                                                              | 12 septembre 2012 |

## Gouvernance locale

### Acteurs

#### Police de l'eau
La police de l'eau réglemente les installations, ouvrages, travaux ou activités qui peuvent exercer des pressions sur les milieux. Elle est assurée par trois polices spécialisées : la police de l’eau et des milieux aquatiques, la police de la pêche et la police des installations classées. Les acteurs principaux sont :
- la Mission interservice de l'eau et de la nature (ex-Mission interservices de l’eau - MISE) : elle rassemble, sous l'autorité du préfet et le pilotage de la Direction départementale des territoires (DDT), de nombreux services de l'État tels que la Direction régionale de l'environnement, de l'aménagement et du logement (DREAL), la Direction régionale de l'alimentation, de l'agriculture et de la forêt (DRAAF) de la région Auvergne-Rhône-Alpes, la Direction départementale de la protection des populations (DDPP), l'Office national de la chasse et de la faune sauvage (ONCFS), la gendarmerie ainsi que des établissements publics de l'État : Agence régionale de santé (ARS), les agences de l'eau[114] ;
- l'Office national de l'eau et des milieux aquatiques (Onema) dont l'action se coordonne avec l’ensemble des services des polices de l’eau dans le cadre de conventions avec les préfets ;
- la direction départementale des territoires (DDT) du Puy-de-Dôme qui est le service unique de police de l'eau du département du Puy-de-Dôme ;
- la DREAL Auvergne-Rhône-Alpes chargée de l’application de la réglementation sur les installations classées pour la protection de l'Environnement (ICPE) industrielles ou agricoles ;
- la gendarmerie et les maires qui sont compétents pour constater les infractions et les pollutions.

#### Autres organismes
- La Fédération départementale pour la pêche et la protection du milieu aquatique Puy-de-Dôme (FDPPMA 63) est une association qui coordonne et soutient les actions des associations agréées pour la pêche et la protection du milieu aquatique (AAPPMA), responsables de la détention et de la gestion des droits de pêche dans le département. Elle promeut et défend la pêche de loisirs en eau douce et participe à la protection et à la gestion durable des milieux aquatiques.
- Le Conservatoire régional d'espaces naturels de l'Auvergne mène des actions de préservation, d’aménagement, de gestion et de mise en valeur des espaces naturels majeurs sur les plans écologique et paysager[115].
- La Chambre d'agriculture du Puy-de-Dôme met en place avec les agriculteurs des programmes pour la préservation des milieux aquatiques.
- Le Parc naturel régional des volcans d'Auvergne agit en faveur de la préservation et de la valorisation de ces richesses (milieu naturel et eau)[116].

### Gestion intercommunale des cours d’eau
Force est de constater que la rivière n’est plus utilisée pour les besoins des riverains, que les travaux d’entretien sont coûteux et que le mode d’occupation des sols ainsi que les pratiques culturales ont été profondément modifiés. Les collectivités territoriales sont dès lors autorisées, mais ce n’est pas une obligation, à se substituer aux riverains pour assurer l’entretien et l’aménagement des cours d’eau non domaniaux lorsque ces travaux présentent un caractère d’intérêt général ou d’urgence (article L.211-7 Code de l’Environnement). La constitution de syndicats intercommunaux pour l’entretien des rivières garantit la cohérence des interventions, permet de mutualiser les moyens des communes et de bénéficier de subventions publiques. Les communes ont donc été amenées petit à petit à se substituer aux riverains. Elles se sont regroupées en syndicats de rivières et ont pris en charge les travaux sur les cours d’eau non domaniaux.

#### Syndicats de rivières
En 2018, dans le Puy-de-Dôme, dix syndicats sont compétents pour la gestion et l'aménagement de rivières ou dans un domaine connexe susceptible d'améliorer la qualité des cours d'eau (alimentation en eau potable) :
- Syndicat mixte interdépartemental de gestion intégrée de l'Alagnon et de ses affluents,
- Syndicat intercommunal à vocation unique d'assainissement collectif secteur amont de la Couze Chambon,
- Syndicat intercommunal à vocations multiples d’Ambert,
- Syndicat intercommunal à vocations multiples de la région d'Issoire et de communes de la banlieue sud clermontoise,
- Syndicat intercommunal d'alimentation en eau potable de Basse Limagne,
- Syndicat intercommunal d'aménagement de la Couze Pavin et de la Couze de Valbeleix,
- Syndicat intercommunal d'assainissement de la région de Riom,
- Syndicat intercommunal de gestion de la Morge et de ses affluents,
- Syndicat mixte d'aménagement touristique de la Sioule,
- Syndicat mixte de la vallée de la Veyre et de l'Auzon.

#### Intercommunalités et GEMAPI
Depuis le 1er janvier 2018, en application de la loi de modernisation de l'action publique territoriale et d'affirmation des métropoles (Maptam) promulguée le 27 janvier 2014, une nouvelle compétence exclusive et obligatoire de « Gestion des milieux aquatiques et prévention des inondations » (GEMAPI) (essentiellement articles 56 à 59) est dévolue aux communes ou, en lieu et place des communes, par les établissements publics de coopération intercommunale à fiscalité propre (EPCI-FP). Les communes ou EPCI-FP pourront adhérer à des syndicats mixtes et leur transférer tout ou partie de la compétence. Les missions relatives à la GEMAPI sont définies dans l'article L. 211-7 du Code de l'Environnement, il s’agit de :
- l’aménagement d’un bassin ou d’une fraction de bassin hydrographique ;
- l’entretien et l’aménagement d’un cours d’eau, canal, lac ou plan d’eau, y compris leurs accès ;
- la défense contre les inondations et contre la mer ;
- la protection et la restauration des sites, des écosystèmes aquatiques et des zones humides ainsi que des formations boisées riveraines.

## Entretien et aménagement

### Entretien des cours d'eau

#### Réglementation
D’un point de vue réglementaire, la loi sur l'eau et les milieux aquatiques du 30 décembre 2006 (LEMA) a modifié la définition de l’entretien d’un cours d’eau fixée à l’article L.215-14 du code de l’environnement. Selon cet article, l’entretien régulier a pour objet de « maintenir ce cours d’eau dans son profil d’équilibre, de permettre l’écoulement naturel des eaux et de contribuer à son bon état écologique ou, le cas échéant, à son bon potentiel écologique, notamment par enlèvement des embâcles, débris et atterrissements, flottants ou non, par élagage ou recépage de la végétation des rives ». Les travaux susceptibles d’être engagés pour procéder à l’entretien sont strictement encadrés (articles L. 215-14 et R.215-2 du code de l’environnement) et doivent correspondre notamment à l'enlèvement des embâcles, débris et atterrissements, flottants ou non, l'élagage ou le recépage de la végétation des rives,. Selon leur nature, les travaux d'entretien sont soumis à autorisation ou déclaration.

### Aménagement des cours d'eau
L'aménagement des cours d'eau comprend, entre autres :
- la réalisation d'infrastructures et de bâtiments (travaux routiers, zone d’aménagement concertée),
- la protection de berges,
- la restauration hydromorphologique des cours d’eau, c’est-à-dire de ses profils en long et en travers et de son tracé planimétrique : capture, méandres, etc.,
- la restauration de la continuité écologique, c’est-à-dire la possibilité de circulation des espèces animales et le bon déroulement du transport des sédiments.

Selon leur nature, les travaux d'aménagement sont soumis à autorisation ou déclaration.

## Pêche et peuplements piscicoles

### Droit de pêche et associations de pêche
Le propriétaire riverain a le droit de pêche jusqu’à la limite de sa propriété (milieu de cours d’eau) sous réserve de disposer d’une carte de pêche (L. 435-4 et R435-34 à 39 du code de l’Environnement). S’il le souhaite, le propriétaire peut signer un bail de pêche avec une association (exemple l'association agréée de pêche et de protection des milieux aquatiques (AAPPMA) ou la fédération de pêche départementale. En donnant le droit de pêche, qui ne le dessaisit pas lui-même de ce droit, il doit laisser un accès aux pêcheurs membres de cette association. En 2018, il y a 47 AAPPMA dans le département du Puy-de-Dôme. Tout pêcheur non propriétaire riverain doit avoir acquis une carte de pêche pour la saison d'exercice. Celle-ci constitue avant tout un droit d’accès et d’exercice sur les territoires autorisés.

### Classement et peuplements piscicoles
La catégorie piscicole est un classement juridique des cours d'eau en fonction des groupes de poissons dominants. Un arrêté réglementaire préfectoral permanent reprend l’ensemble des dispositions applicables en matière de pêche dans le département du Puy-de-Dôme en les différenciant selon les catégories piscicoles. Ces dispositions sont reprises sur le site de la fédération de pêche du Puy-de-Dôme,.

#### Cours d'eau de première catégorie
Un cours d'eau est déclaré de première catégorie lorsque le peuplement piscicole dominant est constitué de salmonidés (truite, omble chevalier, ombre commun, huchon). Si elles sont naturellement présentes (et non issues de réempoissonnements successifs), ces espèces sont réputées être de bons bioindicateurs. Elles sont en général accompagnées par d'autres petits poissons (vairon, chabot, etc). Ce type de cours d'eau est souvent qualifié de « rivière à truites ». Dans le Puy-de-Dôme, tous les cours d'eau non classés en deuxième catégorie sont classés en première catégorie.

#### Cours d'eau de deuxième catégorie
Pour un cours d'eau de deuxième catégorie, l'espèce biologique dominante est constituée essentiellement de poissons blancs (cyprinidés) (donc rivière cyprinicole) et de carnassiers (brochet, sandre et perche). Depuis les années 1990 ce type de rivières est également peuplé de silures. Dans le Puy-de-Dôme, les cours d'eau classé en deuxième catégorie sont :
- l'Allier, l'Allagnon, la Sioule entre le chemin des Méricaux (commune des Ancizes) à l'amont et le barrage de Queuille à l'aval ; le Sioulet, entre la Roche-Civière (commune de Miremont), à l'amont et son confluent avec la Sioule à l'aval ;
- la Dore, en aval de son confluent avec le Miodex ;
- le lac du barrage de Sauviat sur le Miodex ;
- les cours d'eau compris dans le périmètre ci-après :
  - la route nationale no 493 de Pont-du Château à Vichy par Maringues et Randan jusqu'à sa jonction avec la route nationale n° 89, à la sortie de Pont-du-Château ;
  - la route nationale no 89 depuis cette jonction jusqu'au pont de Dore ;
  - la rivière la Dore depuis le pont de Dore jusqu'à son confluent avec l'Allier ;
  - la limite du département de l'Allier entre l'Allier et la route nationale no 493 ;
- la Dordogne, en aval du confluent du Chavanon.

## Continuité écologique

### Notion de continuité écologique
La continuité d’un cours d’eau est une notion introduite en 2000 par la Directive cadre européenne sur l'eau. En droit français, l'article R214-109 du code de l'environnement définit la notion d'obstacle à la continuité écologique. A contrario, la continuité écologique est obtenue en supprimant ou limitant ces obstacles et doit permettre d'assurer :
- la libre circulation des organismes aquatiques et leur accès aux zones indispensables à leur reproduction, leur croissance, leur alimentation ou leur abri ;
- le transport naturel des sédiments de l’amont à l’aval des cours d’eau ;
- les connexions latérales avec les réservoirs biologiques et en assurer leur bonne hydrologie.

Le défaut de continuité écologique peut être la conséquence de la présence d'ouvrages en travers des cours d'eau, mais aussi d'ouvrages coupant les connexions latérales. En plus de constituer une entrave à la circulation des poissons, la fragmentation des cours d'eau affecte les capacités d'adaptation des espèces aux changements climatiques, induit des perturbations du fonctionnement des écosystèmes aquatiques et réduit l'efficacité des services rendus par les écosystèmes.

### Classement des cours d'eau

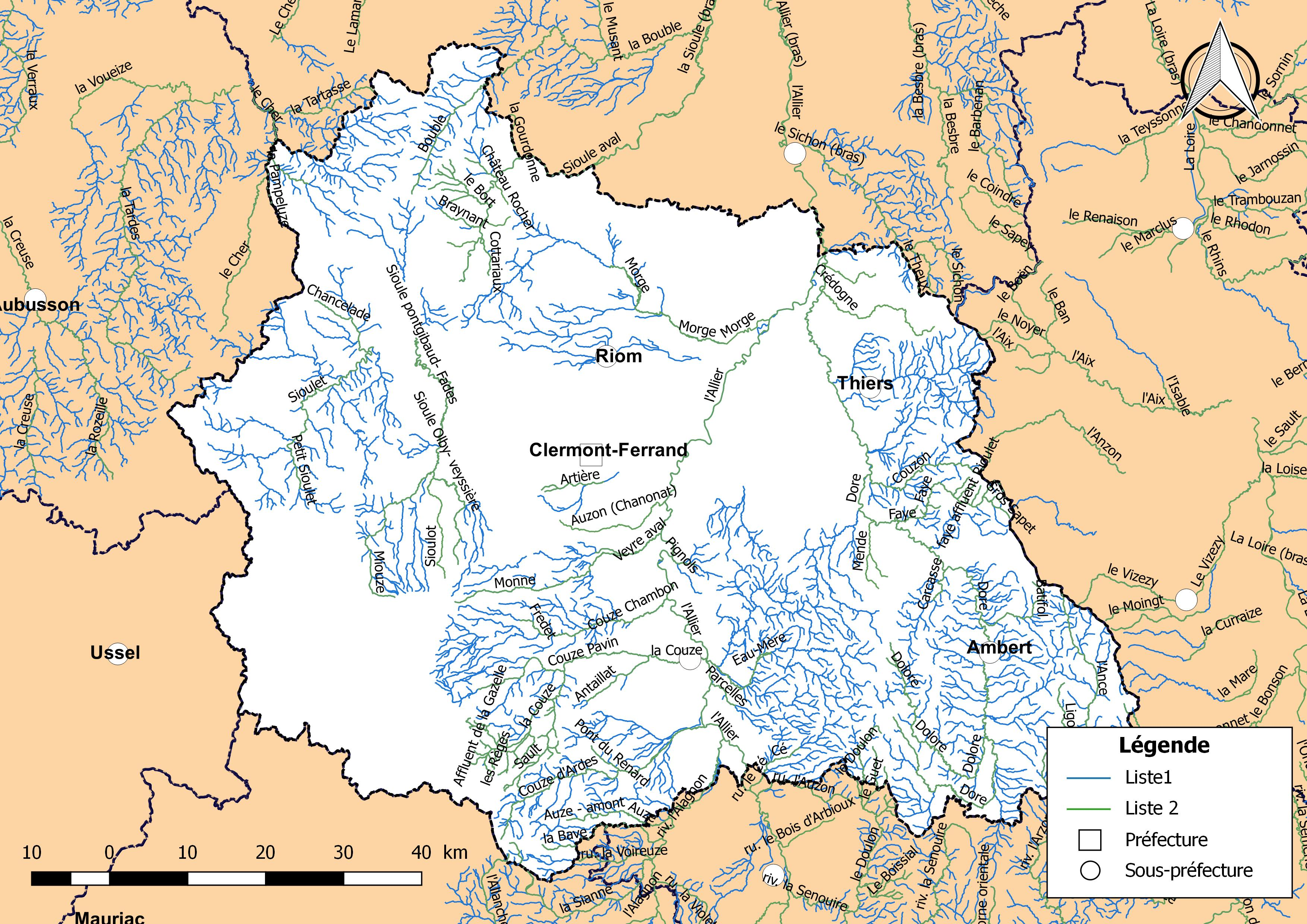
Carte des cours d'eau du Puy-de-Dôme classés au titre de l'article L. 214-17 du Code de l’Environnement au sein du bassin Loire-Bretagne.

Depuis plus d'un siècle, des rivières sont classées pour bénéficier de mesures de protection particulières. Ces classements de cours d'eau, outils réglementaires, ont été établis afin de limiter l'impact des ouvrages construits en travers des cours d'eau sur la circulation piscicole. Avant 2006, deux catégories distinguaient certains cours d'eau en fonction de leur état et de la volonté de préserver et restaurer la continuité écologique : les rivières classées et les rivières réservées.
À partir de 2006, les critères de classement des cours d’eau ont été adaptés aux exigences de la directive cadre sur l’eau avec la loi sur l'eau et les milieux aquatiques (LEMA) du 30 décembre 2006 et le décret n° 2007-1760 du 14 décembre 2007. Pour atteindre l’objectif de bon état des eaux, les dispositifs antérieurs sont réformés pour intégrer l’ensemble des composantes de la continuité écologique. Deux listes de classement sont définies pour chacun des bassins hydrographiques (article L. 214-17 du Code de l’Environnement). Les éléments de cadrage nécessaires pour l’établissement de ces nouveaux classements, qui seront arrêtés par les préfets coordonnateurs de bassin sur la base des propositions des préfets de département, sont définis dans la circulaire du 6 février 2008. Le délai ultime pour procéder à la première refonte des classements était le 1er janvier 2014. Pour les cours d'eau du bassin Loire-Bretagne, les nouveaux arrêtés de classement ont été publiés le 10 juillet 2012, et pour le bassin Adour-Garonne le 7 octobre 2013.
En synthèse, ces listes s'inscrivent dans deux logiques différentes selon l'état initial de la rivière : préserver et/ou restaurer, :
| Liste   | Objectifs | Conséquences |
| ------- | --- | --- |
| Liste 1 | Préserver les cours d’eau ou parties de cours d’eau : - en très bon état écologique, - « réservoirs biologiques », dotés d’une riche biodiversité jouant le rôle de pépinière, - nécessitant une protection complète des poissons migrateurs. | Interdiction de construire tout nouvel obstacle à la continuité écologique quel qu’en soit l’usage. Des prescriptions de maintien de la continuité écologique pour tout renouvellement de concession ou d'autorisations. |
| Liste 2 | Restaurer la continuité écologique sur les cours d’eau en assurant le transport suffisant des sédiments et la circulation des poissons. | Obligation de mise en conformité des ouvrages dans les cinq ans après publication de la liste. |

## Réservoirs biologiques
L'article R214-108 du code de l'environnement précise le contenu de la notion de réservoir biologique. Elle concerne les cours d’eau qui comprennent une ou plusieurs zones de reproduction ou d’habitat des espèces de phytoplanctons, de macrophytes et de phytobenthos, de faune benthique invertébrée ou d’ichtyofaune, et permettent leur répartition dans un ou plusieurs cours d’eau du bassin versant . Les réservoirs biologiques, nécessaires au maintien ou à l’atteinte du bon état écologique des cours d’eau, correspondent donc  :
- à un tronçon de cours d’eau ou annexe hydraulique qui va jouer le rôle de pépinière, de « fournisseur » d’espèces susceptibles de coloniser une zone naturellement ou artificiellement appauvrie (réensemencement du milieu) ;
- à des aires où les espèces peuvent accéder à l’ensemble des habitats naturels nécessaires à l’accomplissement des principales phases de leur cycle biologique (reproduction, abri-repos, croissance, alimentation).

Dans le cadre des travaux préparatoires à l'élaboration de ce classement au sein du SDAGE Loire-Bretagne, 56 réservoirs biologiques ont été identifiées dans le Puy-de-Dôme au sein du bassin Loire-Bretagne.